# Jeanne-Louise-Françoise de Sainte-Amaranthe
Jeanne Louis Davasse de Saint-Amarand, nacida Jeanne Louise Françoise Desmier d’Archiac de Saint-Simon (16 de mayo de 1751-17 de junio de 1794), fue una salonnière francesa.

## Primeros años
Fue hija de Étienne-Louis Desmier d'Archiac, marqués de Saint-Simon (16 de noviembre de 1709-6 de mayo de 1798), teniente general de los ejércitos del rey. Jeanne Louise se vio obligada a contraer matrimonio el 24 de agosto de 1771 con Davasse de Saint-Amarand, hijo de un receptor general de finanzas de origen burgués, quien dilapidó su fortuna en el juego, incurriendo en deudas y abandonando el hogar conyugal para irse a vivir, al parecer, a España. Su esposa, sin recursos y con dos hijos, Émilie y Louis, se convirtió en la protegida del príncipe de Conti. Tras residir durante un tiempo en el hotel de Jonchères, se trasladó al distrito comercial, en la rue Vivienne, donde estableció un salón.
Jeanne Louise mantuvo relaciones con varios gentilhombres, a uno de los cuales, el vizconde de Pons, se le atribuyó la paternidad de su hija. Tras el regreso de Joseph Aucane, quien había estado exiliado en las colonias por deudas, Jeanne Louise cambió su nombre por el de "Sainte-Amaranthe" y convirtió su salón en una sala de juegos.

## Inauguración del "50"

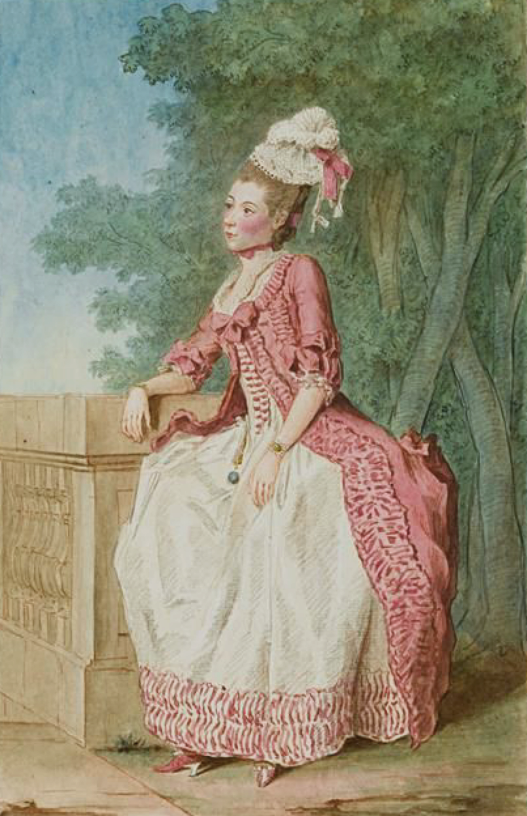
Madame de Sainte-Amaranthe retratada por Louis Caroggis Carmontelle (hacia 1775).

Por aquel entonces, el juego era una práctica habitual en el mundo de la nobleza. Tras haber conseguido atraer a una considerable clientela a su salón, Madame de Sainte-Amaranthe aceptó la propuesta de Aucane de ejercer de anfitriona de un salón de juegos. Génois Persico, Laborde de Méréville y Charles de Sartine contribuyeron económicamente al levantamiento del negocio, el cual fue finalmente inaugurado en marzo de 1792, recibiendo el nombre de "50" debido a su ubicación en el número 50 de las arcadas del Palacio Real. Frecuentado por la comunidad parisina, el salón se convirtió en un éxito inmediato gracias al lujo de sus decorados, las cenas que allí se servían, y la notoriedad de algunos de sus clientes habituales, como los revolucionarios Cambacérès, François Chabot y Charles-Nicolas Osselin, siendo durante unos meses una de las principales atracciones del palacio. El conde de Tilly y el comediante Fleury, miembro de la Comédie-Française, mencionaron dicho salón en sus memorias, publicadas durante el siglo XIX.
Horrorizada por las masacres de septiembre, Madame de Sainte-Amaranthe se trasladó con su familia a Ruan, permaneciendo durante tres semanas en casa de su hermana Madame de Bordeaux. Su hija Émilie contrajo matrimonio en dicha ciudad con el conde de Sartines, regresando posteriormemte todos ellos al Palacio Real.

## Un salón contrarrevolucionario
Los acontecimientos del 10 de agosto de 1792 habían posicionado a Madame de Sainte-Amaranthe en contra de la Revolución, si bien toleraba las visitas al salón de François Chabot y François Desfieux, quienes proveían de vino a su negocio, aunque no compartía sus inclinaciones políticas.
A pesar de que el salón era frecuentado por miembros del partido montañés, el "50" empezó a ser objeto de denuncias, las cuales fueron sistemáticamente ocultadas durante 1793 gracias a los administradores de la Comuna.

## Condena a muerte y ejecución
Durante el proceso de instrucción del juicio de los hebertistas, las denuncias contra Madame de Sainte-Amaranthe salieron a la luz, siendo una de ellas interpuesta por Pierre Chrétien, delegado de la Convención Nacional, quien se presentó ante el Comité de Seguridad General declarando, entre otras cosas, que "la casa situada en el número 50 del Palacio Real era el réceptáculo de los más probados contrarrevolucionarios y ladrones".
El 1 de marzo de 1794, la familia de Sainte-Amaranthe fue arrestada y encerrada en la prisión de Sainte-Pélagie, siendo trasladada el 16 de marzo, por orden del Comité de Seguridad General, a la prisión de las Inglesas, un convento convertido en cárcel durante la Revolución. Ante la insistencia de Barère y su amigo Vadier, presidente del comité, y en contra de la voluntad de Robespierre, la familia fue incluida en el informe de Élie Lacoste sobre una supuesta conspiración extranjera de la cual Madame de Sainte-Amaranthe y sus hijos habrían sido cómplices, pese a las protestas del conde de Sartines y otros acusados. Tras reencontrarse en la Conciergerie, Louis y Émilie abrazaron a su madre, asegurándole que morirían a su lado. Madame de Sainte-Amaranthe fue ejecutada en la guillotina junto con su hija, de veinte años, y su hijo, de dieciséis, el 17 de junio de 1794.